# Europäischer Kammerchor Köln
Der Europäische Kammerchor Köln ist ein gemeinnütziger Kammerchor, gegründet 2006 und seit Anbeginn künstlerisch geleitet von Michael Reif.

## Aktivitäten
Zum Repertoire des Projektchores gehört vor allem a-cappella-Gesang im Spannungsfeld von alter und neuer Musik. Durchgeführt werden sechs bis acht Projekte jährlich, die sich auch unbekannten Werken mit zeitgenössischen Komponisten zuwenden, darunter häufig Kompositionsaufträge. Uraufgeführt wurden etwa Werke von Michael Ostrzyga,  Harald Weiss, Michael Villmow und Wulfin Lieske. International beachtet wurde ihre Aufnahme italienischer Opernarien gemeinsam mit Concerto Köln und der Sopranistin Natalie Dessay.
Die Mitglieder des Chores stammen aus dem Raum Köln und dem angrenzenden Ausland. Der Chor betreibt ein Facebook-Profil sowie einen YouTube-Kanal und ist Mitglied im Verband Deutscher Konzertchöre (Landesverband Nordrhein-Westfalen) VDKC.

## Uraufführungen
- 2017: Jean-Claude Jumeau „Ave Maria“, Oelde, St. Joseph
- 2015: Wulfin Lieske „In Luce“, Köln, St. Aposteln
- 2015: Magdalena Zimmermann „Music to hear“ und „Not from the stars“, Trier, Basilika St. Paulin
- 2014: Collin Mawby „Stabat Mater“, Leverkusen, VDKC-Chorfest
- 2014: Dennis Mayer „et in terra pax“, Köln, EL-DE-Haus
- 2013: Michael Villmow „Ein Stern wird kommen“, Troisdorf
- 2013:  Harald Weiss: „Requiem“ in der Fassung für Orgel, Troisdorf

## Diskographie
- CD + Booklet: Hallelujah. Gospels und Spirituals für gemischten Chor. Carus, Stuttgart 2018.
- CD + Booklet: mit Concerto Köln und Natalie Dessay et al.: Italian opera arias. Verdi, Bellini, Donizetti. EMI Records Germany 2007.